# 오륙도축제
오륙도축제는 부산광역시에서 개최하는 축전이다. 본 행사는 기원제, 개막식, 해군과 함께하는 콘서트, 오륙도음악회, 장애인체육대회, 마당극, 한마당 캠퍼스 동아리 페스티벌 등으로 구성되어 있으며, 부대행사:건강박람회, 남구변천사진전, 젤양초 만들기, 나눔의 가게, 전통놀이체험 등 체험, 전시 등이 있다.